# Blang Me (Jeumpa)
Blang Me is een bestuurslaag in het regentschap Bireuen van de provincie Atjeh, Indonesië. Blang Me telt 158 inwoners (volkstelling 2010).